# 1941–1942-es olasz labdarúgókupa
Az 1941–1942-es olasz labdarúgókupa az olasz kupa 9. kiírása. A kupát a Juventus nyerte meg. A torinói klub volt az első, mely másodszor hódította el a serleget.

## Eredmények

### Kvalifikáció a Serie B-ből
| 1. csapat | Eredmény | 2. csapat  |
| --------- | -------- | ---------- |
| Fanfulla  | 1–2      | Novara     |
| Udinese   | 0–1      | Pro Patria |

### Első forduló
| 1. csapat | Eredmény  | 2. csapat        |
| --------- | --------- | ---------------- |
| Vicenza   | 1–2       | Prato            |
| Lucchese  | 1–2       | Reggiana         |
| Lazio     | 4–2       | Bari             |
| Milan     | 4–1       | Fiorentina       |
| Siena     | 1–2 (hu.) | Pisa             |
| Venezia   | 2–1       | Torino           |
| Bologna   | 4–0       | Alessandria      |
| Livorno   | 4–1       | Triestina        |
| Pescara   | 1–2       | Genova           |
| Juventus  | 5–0       | Pro Patria       |
| Padova    | 2–0       | Napoli           |
| Brescia   | 2–1       | Savona           |
| Spezia    | 4–0       | Fiumana          |
| Novara    | 2–1 (hu.) | Roma             |
| Liguria   | 0–2       | Atalanta         |
| Modena    | 4–1       | Ambrosiana-Inter |

### Nyolcaddöntő
| 1. csapat | Eredmény  | 2. csapat |
| --------- | --------- | --------- |
| Prato     | 0–4       | Reggiana  |
| Milan     | 4–2       | Lazio     |
| Pisa      | 0–4       | Venezia   |
| Livorno   | 2–4       | Bologna   |
| Juventus  | 2–1       | Genova    |
| Padova    | 3–2       | Brescia   |
| Novara    | 2–1 (hu.) | Spezia    |
| Modena    | 3–1       | Atalanta  |

### Negyeddöntő
| 1. csapat | Eredmény | 2. csapat |
| --------- | -------- | --------- |
| Milan     | 6–0      | Reggiana  |
| Venezia   | 2–0      | Bologna   |
| Juventus  | 1–0      | Padova    |
| Modena    | 2–0      | Novara    |

### Elődöntő
| 1. csapat | Eredmény | 2. csapat |
| --------- | -------- | --------- |
| Milan     | 2–1      | Venezia   |
| Juventus  | 4–1      | Modena    |

### Döntő
| 1942. június 21. |

| Milan        | 1–1 (h. u.) | Juventus    |
| ------------ | ----------- | ----------- |
| Cappello 83' | (0–1)       | 22' Bellini |

| San Siro, Milánó Nézőszám: – Játékvezető: Generoso Dattilo |

#### Megismételt mérkőzés
| 1942. június 28. |

| Juventus                                     | 4–1   | Milan     |
| -------------------------------------------- | ----- | --------- |
| Lushta 29' 69' 71' Sentimenti 34' (11-esből) | (2–0) | 56' Boffi |

| Stadio Olimpico di Torino, Torino Nézőszám: – Játékvezető: Giovanni Galeati |

| Az 1941–1942-es olasz labdarúgókupa győztese: |
| --------------------------------------------- |
| Juventus 2. cím                               |